# Lipkowo (Macedonia Północna)
Lipkowo (mac. Липково, alb. Likovë, Likova) – wieś w Macedonii Północnej. Siedziba gminy Lipkowo.
W 2002 zamieszkiwało ją 2644 mieszkańców